# Bruno Domke
Bruno Domke (* 20. März 1876 in Münche bei Birnbaum, Provinz Posen; † 29. Dezember 1962 in Ponta Delgada, Portugal) war ein deutscher Farmer, Großwildjäger (im damaligen Deutsch-Ostafrika), Kaffeepflanzer und Hotelier (in Venezuela) sowie Gutsbesitzer (in Portugal).

## Leben

### Herkunft und Familie
Domke war Sohn eines Gutsverwalters und stammte aus einer pommerschen Bürgerfamilie mit Wurzeln im dynastischen Mittelalter. Er heiratete die Pastorentochter Magdalene Schönberg aus Stolp in Pommern und hatte fünf Kinder mit ihr.

### Deutsch-Ostafrika und der Erste Weltkrieg
Nach dem Studium der Landwirtschaft und Militärdienst beim Garde-Schützen-Bataillon in Berlin-Lichterfelde ging er im März 1902 nach Deutsch-Ostafrika, wo er zunächst Landwirt und Rechnungsführer bei der Firma Kilimanscharo Handels- und Landwirtschafts-Gesellschaft wurde, die unter anderem afrikanische Großtiere einfing und an den Zoo Hagenbeck in Hamburg lieferte.
Er gründete um 1906 die Farm Geraragua am Westhang des Kilimandscharo und bemühte sich um ein gutes Verhältnis zu den lokalen Stämmen (Massai, Wadschagga) sogar gegen die Anweisungen der Kolonialverwaltung – die sein Verhalten als Herausforderung begriff. Er ließ seine Braut Magdalene Schönberg aus Pommern nachkommen und sie heirateten am 28. Januar 1907 in Tanga.
Bei Ausbruch des Ersten Weltkriegs wurde in Geraragua die 9. berittene Schützenkompanie der deutschen Schutztruppe stationiert, deren Personal hauptsächlich aus den ansässigen Farmern bestand. 1916 ging die Farm an die Engländer verloren. Während des Krieges war er in der Etappe der Schutztruppe tätig, zuletzt als Führer eines Jägerkommandos für die Fleischversorgung der Truppe am Fluss Rufiji. Schwerkrank geriet er im November 1917 in englische Kriegsgefangenschaft und wurde in dem Lager Tura in Ägypten interniert. Auf dem Rücktransport nach Deutschland im Dezember 1919 entging das türkische Schiff knapp dem Scheitern im Sturm an der nordspanischen Küste und konnte nur durch die Übernahme des Schiffes durch gefangene deutsche Seeleute gerettet werden.

### Venezuela
Angesichts der desolaten Lage in Nachkriegsdeutschland wanderte er 1921 mit seiner Frau Magdalene sowie ihren inzwischen nur noch vier Kindern (das jüngste war bei einem Unfall gestorben) nach Venezuela aus. Nach ersten schweren Jahren als Kaffeepflanzer in Los Teques gründete er 1926 das Hotel Casa Domke in Caracas, das bald erfolgreich wurde. So konnte er die Rückkehr von drei Kindern zur Ausbildung nach Deutschland ermöglichen und kehrte selbst Ende der 1920er Jahre zurück, wobei er sich in Malente niederließ.

### Portugal
Nach Differenzen mit den 1933 an die Macht gekommenen Nationalsozialisten beschloss er 1934, erneut auszuwandern und gelangte durch Zufall auf die Azoreninsel São Miguel nach Portugal. Dort baute er das Gut Monteverde am Furnas-See auf und erwarb die Ananasplantage Abelheira bei der Inselhauptstadt Ponta Delgada. 1938 unternahm er eine Weltreise, die ihn bis nach Neuseeland und Abessinien führte.
Während des Krieges auf Betreiben der Engländer als "feindlicher Ausländer" aus Portugal ausgewiesen, überlebte er die Vertreibung der Deutschen aus den Ostgebieten 1945 – wo er sich zwischenzeitlich in Pommern wieder angesiedelt hatte – und konnte erst 1949 auf seine Güter in Portugal zurückkehren.
Er betätigte sich schriftstellerisch (Memoiren aus Deutsch-Ostafrika, Afrika-Roman, etliche Märchen), pflanzte und exportierte Ananas, betrieb Holzwirtschaft, baute diverse Häuser und besuchte 1955 sogar nochmal "sein" Kriegsgefangenenlager Tura in Ägypten. Er starb 1962 in Ponta Delgada, bei der lokalen Bevölkerung in respektvollem Spott als "Kaiser von Deutschland" ("imperador da Alemanha") bekannt. Er und seine Frau sind dort auf dem städtischen Friedhof von São Joaquim begraben.

### Nachkommen
Bruno Domke hatte mit seiner Frau Magdalene Schönberg fünf Nachkommen: die Söhne Hermann (* 1907, gefallen 1943 in Russland), Gunther (* 1911, gefallen 1941 in Russland), sowie die Töchter Brunhild (* 1909, gestorben 2002 in Gröbenzell), Ortrud (* 1914, gestorben 1986 in Gröbenzell) und Walburg (* 1915, verunglückt 1920 in Stettin).

## Werke
- Erinnerungen, Manuskript 1938
- Verlorene Heimat, Romanmanuskript
- Mehrere Märchen-Manuskripte